# Boreczek (województwo warmińsko-mazurskie)
Boreczek (niem. Heide) – osada w Polsce położona w województwie warmińsko-mazurskim, w powiecie olsztyńskim, w gminie Biskupiec.
W latach 1975–1998 miejscowość należała administracyjnie do województwa olsztyńskiego.